# Solo per il tuo bene
Solo per il tuo bene (Beyond Obsession) è un film del 1994 diretto da David Greene, con protagonisti Henry Thomas e Victoria Principal.